# Ośno Lubuskie
Ośno Lubuskie (in tedesco Drossen) è un comune urbano-rurale polacco del distretto di Słubice, nel voivodato di Lubusz.
Ricopre una superficie di 197,97 km² e nel 2004 contava 6 302 abitanti.